# Canadian Premier League 2019
Canadian Premier League 2019 byl 1. ročníkem kanadské soutěže Canadian Premier League. Celkovým vítězem se stal tým Forge FC, který získal první titul.

## Týmy
| Tým           | Město                      | Stadion            | Kapacita | Trenér                                                           |
| ------------- | -------------------------- | ------------------ | -------- | ---------------------------------------------------------------- |
| Cavalry FC    | Foothills County, Alberta  | ATCO Field         | 5 288    | Tommy Wheeldon Jr.                                               |
| FC Edmonton   | Edmonton, Alberta          | Clarke Stadium     | 5 100    | Jeff Paulus                                                      |
| Forge FC      | Hamilton, Ontario          | Tim Hortons Field  | 10 016   | Bobby Smyrniotis                                                 |
| HFX Wanderers | Halifax, Nové Skotsko      | Wanderers Grounds  | 6 200    | Stephen Hart                                                     |
| Pacific FC    | Langford, Britská Kolumbie | Westhills Stadium  | 6 200    | Michael Silberbauer (do 18. října) James Merriman (od 18. října) |
| Valour FC     | Winnipeg, Manitoba         | IG Field           | 10 000   | Rob Gale                                                         |
| York9 FC      | Toronto, Ontario           | York Lions Stadium | 8 000    | Jimmy Brennan                                                    |

## Formát
Canadian Premier League 2019 proběhla od dubna do října. Každý ze sedmi týmů odehrál 28 utkání, z nichž 10 se odehrálo v tzv. jarní části a 18 v tzv. podzimní části. Vítězové obou částí se následně utkali ve dvou vzájemných utkáních o celkový titul. Jelikož obě soutěže vyhrál tým Cavalry FC, ve finále proti nim nastoupil druhý tým ligy, Forge FC, který nakonec soutěž vyhrál.

## Základní část

### Jaro
| Poř. | Tým           | Z  | V | R | P | VG | OG | B  |
| ---- | ------------- | -- | - | - | - | -- | -- | -- |
| 1.   | Cavalry FC    | 10 | 8 | 0 | 2 | 16 | 7  | 24 |
| 2.   | Forge FC      | 10 | 6 | 1 | 3 | 15 | 7  | 19 |
| 3.   | FC Edmonton   | 10 | 4 | 2 | 4 | 8  | 9  | 14 |
| 4.   | HFX Wanderers | 10 | 3 | 2 | 5 | 8  | 11 | 11 |
| 5.   | Pacific FC    | 10 | 3 | 2 | 5 | 11 | 15 | 11 |
| 6.   | York9 FC      | 10 | 2 | 5 | 3 | 9  | 11 | 11 |
| 7.   | Valour FC     | 10 | 3 | 0 | 7 | 8  | 15 | 9  |

### Podzim
| Poř. | Tým           | Z  | V  | R | P | VG | OG | B  |
| ---- | ------------- | -- | -- | - | - | -- | -- | -- |
| 1.   | Cavalry FC    | 18 | 11 | 5 | 2 | 35 | 12 | 38 |
| 2.   | Forge FC      | 18 | 11 | 4 | 3 | 30 | 19 | 37 |
| 3.   | York9 FC      | 18 | 7  | 2 | 9 | 30 | 26 | 23 |
| 4.   | Pacific FC    | 18 | 5  | 5 | 8 | 24 | 31 | 20 |
| 5.   | Valour FC     | 18 | 5  | 4 | 9 | 22 | 37 | 19 |
| 6.   | FC Edmonton   | 18 | 4  | 6 | 8 | 19 | 24 | 18 |
| 7.   | HFX Wanderers | 18 | 3  | 8 | 7 | 13 | 24 | 17 |

## Finále

### Tabulka
| Poř. | Tým           | Z  | V  | R  | P  | VG | OG | B  |
| ---- | ------------- | -- | -- | -- | -- | -- | -- | -- |
| 1.   | Cavalry FC    | 28 | 19 | 5  | 4  | 51 | 19 | 62 |
| 2.   | Forge FC      | 28 | 17 | 5  | 6  | 45 | 26 | 56 |
| 3.   | York9 FC      | 28 | 9  | 7  | 12 | 39 | 37 | 34 |
| 4.   | FC Edmonton   | 28 | 8  | 8  | 12 | 27 | 33 | 32 |
| 5.   | Pacific FC    | 28 | 8  | 7  | 13 | 35 | 46 | 31 |
| 6.   | Valour FC     | 28 | 8  | 4  | 16 | 30 | 52 | 28 |
| 7.   | HFX Wanderers | 28 | 6  | 10 | 12 | 21 | 35 | 28 |

| Domácí v 1. zápase | Celkem | Hosté v 1. zápase | 1. zápas | 2. zápas |
| ------------------ | ------ | ----------------- | -------- | -------- |
| Forge FC           | 2–0    | Cavalry FC        | 1–0      | 1–0      |